# 日本情報システム・ユーザー協会
一般社団法人日本情報システム・ユーザー協会（しゃだんほうじんにほんじょうほうシステム・ユーザーきょうかい、Japan Users Association of Information Systems）は、情報システムのユーザーの企業によって構成される団体。元経済産業省所管。

## 概要
- 所在：東京都中央区日本橋堀留町二丁目4番3号　ユニゾ堀留町二丁目ビル8階
- 代表理事会長：大林剛郎

## 沿革
- 1962年4月 - 任意団体として日本データ・プロセシング協会創立。
- 1981年2月 - 社団法人日本データ・プロセシング協会設立。
- 1992年7月 - 社団法人日本情報システム・ユーザー協会に全面的に改組。
- 2012年4月 - 一般社団法人日本情報システム・ユーザー協会に移行。